# أحمد مكين
أحمد مكين (بالتركية: Ahmet Mekin)‏ هو ممثل تركي، ولد في 6 أغسطس 1932 بإسطنبول في تركيا.

## وصلات خارجية
- أهمت مكين على موقع IMDb (الإنجليزية)
- أهمت مكين على موقع ألو سيني (الفرنسية)
- أهمت مكين على موقع أول موفي (الإنجليزية)
- أهمت مكين على موقع قاعدة بيانات الفيلم (الإنجليزية)
- أهمت مكين على موقع كينوبويسك (الروسية)